# Alina Rostkowska

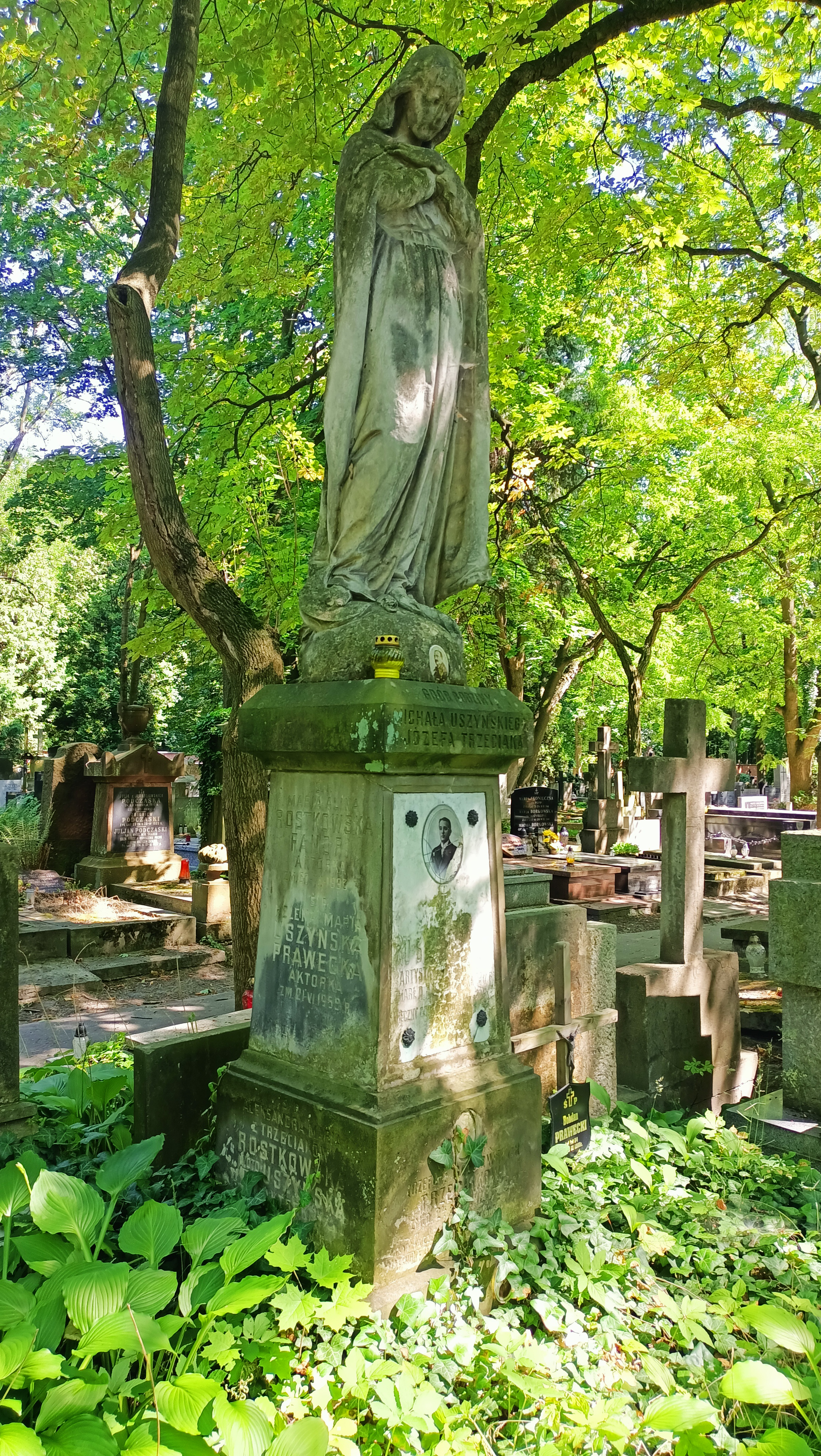
Grób Aliny Rostkowskiej na Cmentarzu Powązkowskim

Alina Rostkowska primo voto Związek secundo voto Fandri (ur. 29 marca 1914 w Warszawie, zm. 30 lipca 1993 tamże) – polska aktorka teatralna, radiowa i filmowa.

## Życiorys
W 1935 roku ukończyła Wydział Aktorski Państwowego Instytutu Sztuki Teatralnej w Warszawie. Przez całą karierę zawodową związana była ze scenami stołecznymi. Przed II wojną światową była członkinią zespołu Teatru Powszechnego (1936-1939), a podczas wojny występowała w teatrach jawnych: Teatrze Miasta Warszawy (1941-1943),Teatrze Miniatury (1943) oraz Teatrze Rozmaitości Jar (1944).
Po zakończeniu walk była grała na scenach: Miejskich Teatrów Dramatycznych (1945-1949), Teatru Nowego (1951-1955), Teatru Młodej Warszawy (1955-1957), Teatru Klasycznego (1957-1971) oraz Teatru Rozmaitości (1971-1976). Była również aktywną aktorką radiową, występując w 207 słuchowiskach Teatru Polskiego Radia (1950-1993). Zagrała również w osiemnastu spektaklach Teatru Telewizji.
Została pochowana na Cmentarzu Powązkowskim w Warszawie (kwatera 219 – 2 – 17/19).

### Rodzina i życie prywatne
Była córką Bronisława Rostkowskiego - dyrektora teatrów oraz aktorki Aleksandry Rostkowskiej. Dwukrotnie wychodziła z mąż: za aktora Kazimierza Związka (1912-1944) oraz śpiewaka Jana Fandri (1920-1988, ślub w 1948 roku w Warszawie).

## Filmografia
- Dwaj panowie N (1961) - Helena Pyrzyk, była kochanka badylarza Nowaka
- Pieczone gołąbki (1966) - lokatorka
- Mocne uderzenie (1966) - gość na ślubie
- Nie lubię poniedziałku (1971) - Kubasińska, urzędniczka działu zbytu "Maszynohurtu"
- Bilans kwartalny (1974) - płacząca kobieta w szpitalu
- Wśród nocnej ciszy (1978) - zakonnica
- Panny z Wilka (1979) - służąca w Wilku
- Dom (1980) - gospodyni księdza w Kosówce (odc. 2)
- Constans (1980) - sąsiadka matki Witolda
- Spokojne lata (1981) - przyjaciółka radczyni
- Rok spokojnego słońca (1984) - zakonnica w pociągu

Źródło: